# Калчина (Мачерата)
Калчина (итал. Calcina) насеље је у Италији у округу Мачерата, региону Марке.
Према процени из 2011. у насељу је живело 12 становника. Насеље се налази на надморској висини од 697 м.